# Leïla Bouherrafa
Leïla Bouherrafa est une romancière française née en 1989.

## Biographie
Née en 1989 à Paris, Leïla Bouherrafa travaille une dizaine d'années pour des associations, notamment dans l'alphabétisation de migrants.
Puis elle se lance dans l'écriture, écrit un premier roman, remarqué, La dédicace, publié pat Allary Éditions en 2019,. Elle reçoit pour cette publication le prix des Jeunes Romanciers 2019 au salon du livre du Touquet Paris-Plage.
Lors de la rentrée littéraire de 2022, elle publie son deuxième roman, toujours dans la même maison d'édition. Intitulé Tu mérites un pays, ce roman s'appuie sur le parcours de son auteure au contact des migrants et évoque leurs conditions de vie à leur arrivée en France. Elle est la deuxième lauréate du prix VLEEL 2022. Elle remporte avec ce titre le prix du roman métis des lycéens 2023 (La Réunion).

## Principales publications
- 2019 : La dédicace, Allary Éditions[3]. Gallimard « Folio » 2022
- 2022 : Tu mérites un pays, Allary Éditions[1].